# Sebastian Grønning
Sebastian Grønning Andersen (født 3. februar 1997 i Aalborg) er en dansk professionel fodboldspiller, der spiller for tyske Hertha Berlin. 

## Karriere

### AaB
Grønning avancerede som 19-årig til klubbens førstehold den 10. juni 2016 og skrev i samme ombæring under på en seniorkontrakt på fuldtid med AaB.
Grønning fik sin debut for AaB den 17. juli 2016, da han blev skiftet ind i stedet for Christian Bassogog i 1-1-kampen mod AC Horsens. Han overrev et ledbånd i sin ankel i september 2016, der blev estimeret til at holde ham ude af hele efterårsæsonen. Han var dog med inde omkring holdet i efterårssæsonens sidste kampe i december.
På trods af tilbagevenden fra skade opnåede Grønning blot at spille en kamp for AaB i Superligaen i forårssæsonen 2017, da han blev skiftet ind i det 69. minut i et 4-0-nederlag ude til Odense Boldklub. Han åbnede af samme grund i maj 2017 muligheden for et sommerskifte væk fra AaB med et halvt år tilbage af kontrakten.

### Hobro IK
Den 6. juli 2017 skiftede Grønning til Hobro IK på en to-årig kontrakt. AaB fik i forbindelse med salget indarbejdet en tilbagekøbsklausul i kontrakten, således klubben har mulighed for at købe Grønning tilbage inden medio juni 2018.
Han fik sin officielle debut for Hobro IK i Superligaen den 14. august 2017, da han erstattede Quincy Antipas i det 85. minut i en 1-1-kamp ude mod hans tidligere klub AaB. Han pådrog sig samtidig en advarsel i det 89. minut, Hobros anden i kampen. Ved udgangen af 2018-19 forlod Grønning klubben.

### Skive IK
Den 19. juli 2019 offentliggjorde Skive IK, at Grønning havde skrevet under på en etårig kontrakt.

### Viborg FF
Grønning skrev i sommeren 2020 under på en treårig kontrakt med Viborg FF. I sin første sæson i klubben blev han topscorer med 23 mål og var derfor vigtig i Viborgs oprykning til Superligaen. Han nåede i alt 50 kampe og 31 mål for Viborg.

### Suwon Samsung Bluewings
I januar 2022 solgte Viborg Grønning til sydkoreanske Suwon Samsung Bluewings. Opholdet begyndte godt, idet han fik 14 kampe i K League 1 samt to pokalkampe, men mod slutningen af forårssæsonen gled han ud af klubbens førstehold, og i slutningen af januar ophævede klubben kontrakten med Grønning.

### AGF
Få dage efter hans afrejse fra Sydkorea skrev AGF kontrakt med Sebastian Grønning for en treårig periode. Opholdet i Aarhus blev dog en skuffelse for Grønning, der blot fik ni kampe på førsteholdet (stort set alle som indskifter) og scorede ét mål.

### OFI Kreta
Han skiftede derpå i januar-transfervinduet 2023 til den græske klub OFI Kreta.